# Флаг Добропольского района
Флаг Добропольского района — официальный символ Добропольского района Донецкой области, утверждённый 27 декабря 2000 года решением № 3/12-23 сессии Добропольского районного совета.

## Описание
Флаг представляет собой прямоугольное полотнище, имеющее соотношение сторон 2:3 и состоит из пяти горизонтальных полос зелёного, жёлтого, чёрного, жёлтого и голубого цветов с соотношением 32:1:14:1:32. В центре чёрной полосы расположены два жёлтых молота, возложенных косым крестом, а по бокам находится по три желтых колоса, верхушки которых направлены к центру полосы.